# Rocío Gancedo
Rocío Jimena Magallán Gancedo, conocida públicamente como Rocío Gancedo, (Lomas del Mirador, 27 de marzo de 1989-Buenos Aires, 29 de noviembre de 2017) fue una actriz, modelo y teóloga argentina.

## Biografía
Se hizo conocida a partir de su participación en el reality Gran Hermano en el año 2011, tras 14 días de encierro, fue la primera en dejar la casa. Luego reingresó gracias a un repechaje, pero a los nueve días volvió a salir, esta vez por decisión propia.  
En 2011 después de Gran Hermano, debuta como vedette en la obra teatral Black & White, protagonizado por el Mago Black y Guido Süller.
En 2013 hizo temporada en Villa Carlos Paz, actuando en la comedia Complicados donde compartía elenco con Miguel del Sel.
En 2014 tuvo su primer acercamiento profundo a la fe evangélica a través de la Iglesia Ministerio Presencia de Dios de Bernardo Stamateas y en la casa espiritual Cristo la Solución, del apóstol Juan Crudo. Escribió en la red social Twitter posteos sobre que repartía su tiempo entre el estudio de la Biblia y tareas de evangelización en el barrio porteño de Flores.
En su paso por la política fue militante del Frente Renovador, liderado por Sergio Massa. Después estuvo trabajando con José Ottavis, del movimiento kirchnerista La Cámpora. 
Protagonizó varios desnudos en las revistas Hombre, Maxim, Paparazzi y Playboy.
En 2017 fue internada en una clínica psiquiátrica a raíz de una profunda depresión que se produjo tras la muerte de su padre (la cual ocurrió en septiembre de 2016). Tras un mes en el hospital, fue dada de alta y continuó con su tratamiento de manera ambulatoria.

## Muerte
El 29 de noviembre de 2017 a las 12:50 (hora de Buenos Aires), se suicidó arrojándose al vacío desde el balcón de su departamento de la esquina Báez y Arévalo en Las Cañitas, donde vivía en el quinto piso (5.º B). Después de su muerte, fue imputado el psicólogo Gervasio Díaz Castelli, amigo de la modelo, por supuesta negligencia profesional; y por haber contribuido en el desenlace fatal, pero al poco tiempo fue absuelto por la justicia sin ser llamado a indagatoria.

## Televisión
| Año       | Título         | Rol          | Notas                        | Canal  |
| --------- | -------------- | ------------ | ---------------------------- | ------ |
| 2010-2011 | Gran Hermano 6 | Participante | 1.ª Eliminada / 4.º Abandono | Telefe |

## Teatro
| Año       | Título        | Personaje | Notas                | Director        | Teatro          |
| --------- | ------------- | --------- | -------------------- | --------------- | --------------- |
| 2011-2012 | Black & White | Vedette   | Personaje secundario | Aldo Funes      | Teatro Carreras |
| 2012-2013 | Complicados   | Vedette   | Personaje secundario | Gabriel Almirón | Teatro Bar      |

## Premios y nominaciones
| Año  | Premio      | Categoría           | Trabajo nominado | Resultado |
| ---- | ----------- | ------------------- | ---------------- | --------- |
| 2013 | Premios VOS | La Chica del Verano | Complicados      | Nominada  |